# The Girl of the Northern Woods
The Girl of the Northern Woods er en amerikansk stumfilm fra 1910 af Barry O'Neil.

## Medvirkende
- Anna Rosemond som Lucy Dane
- Frank H. Crane som Will Harding